# Сауропсиди
Сауропсидите (Sauropsida) са клад животни, обхващащ амниотите, с изключение на синапсидите. Включват днешните влечуги и птици, заедно с праисторическите парарептили.

## Класификация
Клад Sauropsida – Сауропсиди
- Клад †Parareptilia – Парарептили
- Клад Eureptilia – Същински влечуги